# City of Johannesburg Metropolitan Municipality
City of Johannesburg Metropolitan Municipality (kurz: City of Johannesburg) ist eine Metropolgemeinde in der südafrikanischen Provinz Gauteng. Ihr urbanes Zentrum ist Johannesburg. Sie wurde aus ehemals eigenständigen Städten und Gemeinden gebildet. 2022 hatte City of Johannesburg über 4.803.262 Einwohner in 1.841.917 Haushalten.

## Dimension und Bedeutung
City of Johannesburg stellt in Afrika die wirtschaftlich bedeutendste Metropolregion im Subsahara-Afrika dar und zählt zu den 40 größten Metropolen der Welt. Hinsichtlich ihrer geographischen Lage verkörpert City of Johannesburg die weltweit größte zusammenhängende urbane Region, die sich nicht an einem See, einem Fluss oder an einer Küste befindet.
Innerhalb Südafrikas besitzt sie eine enorme politische Bedeutung, da sich hier das höchste Gericht des Staates befindet, das Verfassungsgericht der Republik Südafrika. Zudem hat City of Johannesburg durch den benachbarten internationalen Flughafen und die hier ansässigen Großunternehmen als Metropolregion eine beträchtliche Wirkung über die Grenzen von Südafrika und des Kontinents hinaus.

## Verwaltungsstandorte
Der zentrale Verwaltungssitz der Metropolgemeinde City of Johannesburg befindet sich auf dem Braamfontein Hill in dem gleichnamigen innerstädtischen Quartier von Johannesburg. Es liegt nördlich des Stadtzentrums und in direkter Nachbarschaft zum Constitution Hill. Das Quartier mit dem monumentalen Verwaltungsgebäude, dem Civic Centre oder Metropolitan Centre, wird von vier Straßen umschlossen. Das ist im Norden die Hoofd Street, im Osten die Joubert Street, im Süden die De Korte Street und im Westen die Loveday Street.
Für eine größtmögliche Bürgernähe und nach dem Prinzip der dezentralen Verwaltungsstruktur unterhält die City of Johannesburg in ihren sieben Regionen jeweils mehrere Regionalverwaltungen.

## Gliederung

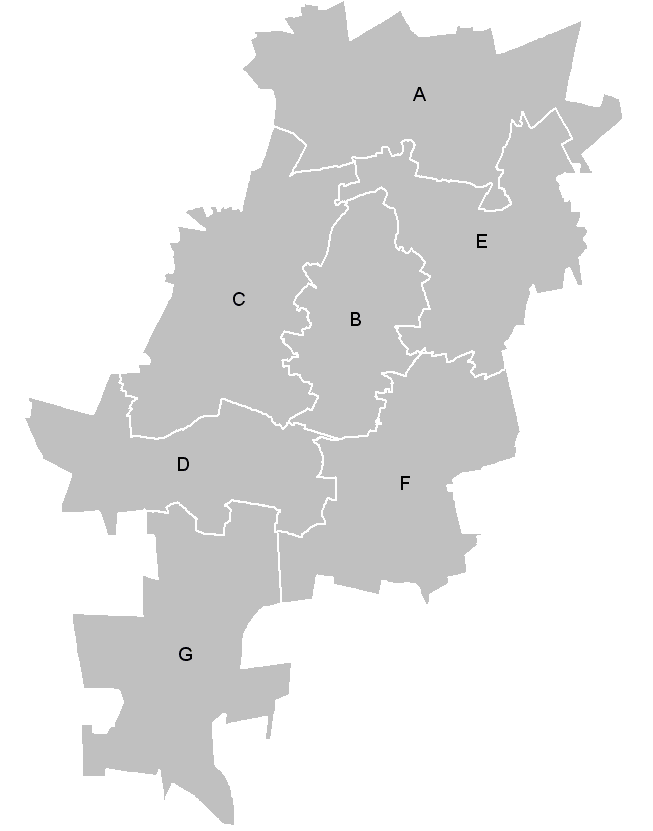
Die Regionen seit 2006

Die City of Johannesburg Metropolitan Municipality gliedert sich in sieben administrative Teilbereiche, die als Regions (The seven regions) mit einer jeweiligen Buchstabenkennung bezeichnet werden. Demzufolge gibt es Regionen von A bis G.
| Region   | alte Region | Sitz regionaler Bürgerservicezentren | Bemerkung |
| -------- | ----------- | --- | --- |
| Region A | 1 und 2     | Midrand, Rabie Ridge, Ivory Park und Ebony Park                                                                                                   | kombiniert zu einer Region (wie Diepsloot, Midrand, Fourways, Sunninghill, Woodmead) |
| Region B | 3 und 4     | Randburg und Auckland Park | gesamte ehemalige Region 4, ohne Ward 70 (wie Florida), und aus der ehemaligen Region 3 die Wards 90, 102 sowie 104 (wie Rosebank, Bryanston, Randburg)                                                                        |
| Region C | 5           | Roodepoort und Florida Park | einschließlich der Wards 44, 49, 50, 70 und 84 (wie Bram Fischerville, Thulani, Florida) |
| Region D | 6 und 10    | Dobsonville, Jabulani, Tladi, Zola, Moroka, Senaoane, Chiawelo, Protea North, Orlando East, Diepkloof, Meadowlands, Orlando West, Pimville, Zondi | nur Soweto |
| Region E | 7           | Alexandra, Thornhill Estates, Mayibuye | gesamte ehemalige Region 3, ohne die Wards 90, 102 und 104 (wie Rosebank, Bryanston, Randburg). Einschließlich der Wards 73, 74, 91, 103 und 106 (wie Parkwood, Highlands North, Alexandra, Wynberg, Morningside, Douglasdale) |
| Region F | 8 und 9     | Metropolitan Civic Centre Braamfontein, Pioneer Park, South Hills                                                                                 | gesamte ehemalige Region 8 und aus der Region 9 die Wards 23, 54, 57, 65 und 66 (wie Glenvista, Ormonde, City Deep, Benrose, Kensington)                                                                                       |
| Region G | 11          | Lenasia, Orange Farm, Ennerdale, Eldorado Park | die gesamte ehemalige Region 11 sowie den Ward 10 (Lenasia) und die Wards 17 und 18 (Eldorado Park) und Protea |

Auf dem Territorium der Metropolgemeinde City of Johannesburg befinden sich urbane Zentren wie Alexandra, Diepkloof, Diepsloot, Ennerdale, Johannesburg, Johannesburg South, Lawley, Lenasia, Lenasia South, Meadowlands East, Meadowlands West, Midrand, Orange Farm, Pimville, Randburg, Roodepoort, Sandton und Soweto.

## Ehemalige Verwaltungsgliederung

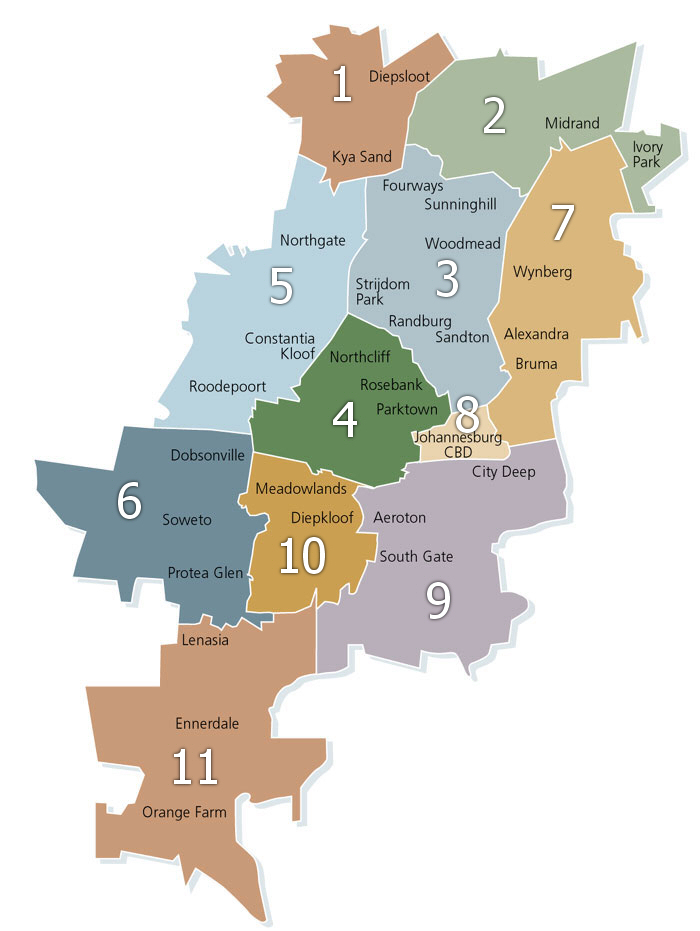
Ehemalige Regionalbezirke der Metropolgemeinde

Die Großgemeinde Johannesburg war zwischen den Jahren 2000 und 2006 in elf Bezirke untergliedert.
| Regionen  | Stadtteile                                                                               |
| --------- | ---------------------------------------------------------------------------------------- |
| Region 1  | Diepsloot, Kya Sand                                                                      |
| Region 2  | Ivory Park, Midrand                                                                      |
| Region 3  | Bryanston, Douglasdale, Fourways, Randburg, Sandton, Strijdompark, Sunninghill, Woodmead |
| Region 4  | Emmarentia, Greenside, Melville, Northcliff, Rosebank, Parktown, Parktown North          |
| Region 5  | Roodepoort, Constantia Kloof, Northgate                                                  |
| Region 6  | Dobsonville, Doornkop, Protea Glen, Soweto,                                              |
| Region 7  | Alexandra, Bruma, Wynberg                                                                |
| Region 8  | Inner City                                                                               |
| Region 9  | Aeroton, City Deep, Johannesburg South, Southgate                                        |
| Region 10 | Diepkloof, Meadowlands                                                                   |
| Region 11 | Ennerdale, Lenasia, Orange Farm                                                          |

## Verkehr

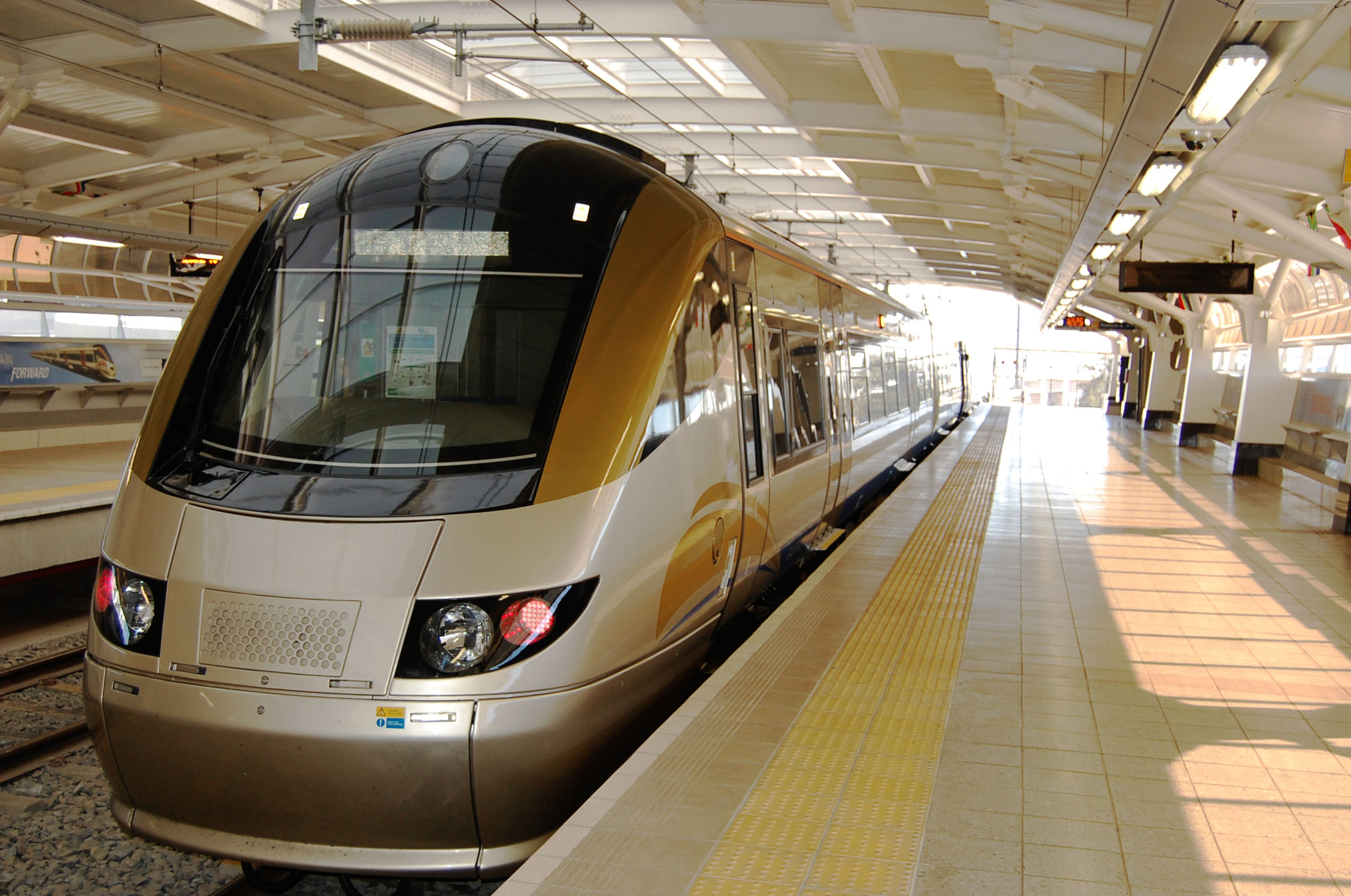
Ein Gautrain-Zug auf dem Internationalen Flughafen Johannesburg

### Schienenverkehr
Der Hauptbahnhof befindet sich im Zentrum von Johannesburg und wird von der PRASA betrieben. Das Nahverkehrssystem Gautrain bedient mehrere Stationen auf dem Gebiet der Metropolgemeinde und erstreckt sich bis in das benachbarte Tshwane und Ekurhuleni.

### Straßenverkehr
Neben einem sehr dichten regionalen Straßennetz erreichen die City of Johannesburg Metropolitan Municipality mehrere überregionale und leistungsfähige Straßenverbindungen, von denen einige sie durchqueren. Die Nationalstraßen N1, N3, N12, N14 und N17 sowie die ihnen zulaufenden Metro freeways als eine Art von Stadtautobahn, bilden hierbei die Hauptschlagadern des Straßenverkehrs.
Für den öffentlichen Personennahverkehr bietet das städtische Busunternehmen Metrobus (Johannesburg Metropolitan Bus Service) zahlreiche Routen auf dem Gebiet der Metropolgemeinde an. Es ist das zweitgrößte kommunale Busunternehmen in Südafrika, mit einem Fuhrpark von insgesamt 532 Bussen, der 80 öffentliche Linien bedient und 130 Schulwegestrecken befährt. Mit etwa täglich 90.000 Passagieren leistet Metrobus einen wesentlichen Beitrag im Berufs- und Schülerverkehr schwerpunktmäßig für Pendler aus den Randzonen der City of Johannesburg. Das Tarifsystem ist in sechs Zonen eingeteilt. Eine besondere Abteilung des Busunternehmens ist für den speziellen Servicebereich von Metrobus für Menschen mit körperlichen Behinderungen zuständig. Auf sechs Routen vom Zentrum in die wichtigsten Außenbereiche gibt es diesen Service mit gesondert gekennzeichneten Fahrzeugen. Es handelt sich dabei um einen spezifischen Ausstattungsstandard auf den Linien vorrangig für Berufspendler mit körperlichen Behinderungen, wie Einstiegsrampen für Rollstuhlfahrer sowie besonderen Rollstuhlfahrplätzen mit Sicherheitsgurten zur stabilen Arretierung im Fahrgastraum der Busse.
Neben einem hohen Anteil an überregionalen Durchgangsverkehr hat die Metropolgemeinde ein beträchtliches Aufkommen an Ziel- und Quellverkehr. Für den Güterumschlag der Region besitzt das City Deep Container Terminal eine zentrale Funktion mit internationaler Vernetzung.

### Flughäfen
Der OR Tambo International Airport in der City of Ekurhuleni liegt östlich, nah an der Grenze zu City of Johannesburg und ist verkehrlich gut erschlossen. Weiterhin gibt es im Norden, unweit von Diepsloot und Sandton, den Lanseria International Airport. Die Verkehrsanbindung bildet die R512, die südlich vom Flughafen die Nationalstraße N14 kreuzt. Auf dem Rand Airport in Germiston südlich und jenseits der Metropolgemeinde City of Johannesburg können nur kleinere Flugzeuge landen. Er ist über die Nationalstraßen N3 und N17 erreichbar.

## Wirtschaft
Die Schwerpunkte der Erwerbsökonomie auf dem Gebiet der Metropolgemeinde befinden sich in den Bereichen der Finanz- und vielfältigen anderen Dienstleistungen, im produzierenden Sektor, Groß- und Einzelhandel, Beherbergungs- und Gastronomiegewerbe, in Kommunal- und Sozialdiensten sowie im Transport-, Lagerhaltungs- und Logistikwesen. Von überregionaler Bedeutung für den Transport- und Warenumschlag ist das von Transnet Freight Rail betriebene Containerzentrum City Deep Container Terminal.
Die Energieversorgung wird durch das städtische Unternehmen City Power Johannesburg bewerkstelligt.

## Ausgewählte Sehenswürdigkeiten
Auf dem Gebiet der Metropolgemeinde, besonders in Johannesburg, befinden sich viele Kultureinrichtungen und Museen. Sie bilden zusammen einen der größten kulturellen Schwerpunkte des Landes.
- Johannesburg Art Gallery (Johannesburg-Joubert Park)
- Museum Africa (Johannesburg-Newtown)
- Market Theatre (Johannesburg-Newtown)
- South African Ballet Theatre (Johannesburg-Newtown)
- Apartheid Museum (Johannesburg-Ormonde)
- Hector Pieterson Museum (Soweto-Orlando West)
- James Hall Transport Museum (Johannesburg-Springfield)
- Bernberg Museum of Costume (Johannesburg-Newtown)
- South African National Museum of Military History (Johannesburg-Saxonwold)
- Liliesleaf Farm (Sandton-Rivonia)
- Nelson Mandela National Museum (Soweto-Orlando West)
- Melville Koppies Municipal Natur Reserve (Johannesburg-Melville)
- The Johannesburg Botanical Garden (Johannesburg-Emmarentia)
- Walter Sisulu National Botanical Garden (Roodepoort)
- Rietfontein Ridge Municipal Nature Reserve (Sandton-Paulshof)
- The Norscot Koppies Kingfisher Nature Reserve (Sandton-Fourways)
- Waverley Park (Johannesburg-Highlands North)
- Zoo Johannesburg (Johannesburg-Parktown)

## Städtepartnerschaften
Johannesburg unterhält mit fünf Städten Partnerschaften:
- Addis Abeba, Äthiopien
- Windhoek, Namibia
- Birmingham, Vereinigtes Königreich
- London, Vereinigtes Königreich
- New York, Vereinigte Staaten

Weitere Städtepartnerschaften werden angestrebt.